# 南会津地方広域市町村圏組合
南会津地方広域市町村圏組合（みなみあいづちほうこういきしちょうそんけんくみあい）は、福島県南会津郡南会津町、下郷町、檜枝岐村、只見町の3町1村で構成する一部事務組合。

## 共同事務
【出典】
1. 視聴覚教育に関すること
2. 広域観光事業に関すること
3. 救急医療体制の整備に関すること
4. 老人ホーム入所判定委員会に関すること
5. 介護認定審査会の設置及び運営に関すること
6. 消防に関すること（消防団に関することを除く）
7. 特別養護老人ホームの整備に関すること
8. 語学指導等を行う外国青年招致に関すること

## 組織
【出典】
- 管理者・副管理者
  - 会計管理者
    - 出納係

  - 事務局
    - 総務係
    - 企画振興係
    - 社会福祉係

  - 消防長（消防監）
    - 消防次長（消防指令長）
      - 総務課
        - 総務係

      - 予防課
        - 予防係
        - 危険物係

      - 警防課
        - 警防救助係
        - 指令係

    - 消防署
      - 総務係
      - 予防係
      - 危険物係
      - 警防救助係
      - 伊南出張所
        - 檜枝岐分遣所
        - 舘岩分遣所

      - 只見出張所
      - 下郷出張所
- 教育委員会
  - 事務局
    - 総務係
    - 視聴覚ライブラリー係
- 組合議会
- 監査委員

## 管内の現況
- 管内の人口 - 23,437人
  - 南会津町 - 13,972人
  - 下郷町 - 5,071人
  - 只見町 - 3,889人
  - 檜枝岐村 - 505人

2023年（令和5年）4月1日現在
- 管内の世帯数 - 10,529世帯
  - 南会津町 - 6,370世帯
  - 下郷町 - 2,165世帯
  - 只見町 - 1,799世帯
  - 檜枝岐村 - 195世帯

2023年（令和5年）4月1日現在
- 管内の面積 - 2,341.53 km2
  - 南会津町 - 886.47 km2
  - 下郷町 - 317.04 km2
  - 只見町 - 747.56 km2
  - 檜枝岐村 - 390.46 km2

2023年（令和5年）4月1日現在

## 消防
南会津地方広域市町村圏組合消防本部（みなみあいづちほうこういきしちょうそんけんくみあいしょうぼうほんぶ）は、福島県南会津郡南会津町、下郷町、檜枝岐村、只見町を管轄する消防部局（消防本部）。

### 消防署等
消防署
| 消防署                           | 敷地面積   | 建物面積 | 所在地                                   |
| -------------------------------- | ---------- | -------- | ---------------------------------------- |
| 南会津地方広域市町村圏組合消防署 | 6,753.00m2 | 738.76m2 | 福島県南会津郡南会津町田島字西上川原乙65 |

出張所
| 出張所     | 敷地面積   | 建物面積 | 所在地                                    |
| ---------- | ---------- | -------- | ----------------------------------------- |
| 伊南出張所 | 1,948.50m2 | 302.30m2 | 福島県南会津郡南会津町古町字西町尻1428-23 |
| 只見出張所 | 1,727.00m2 | 289.10m2 | 福島県南会津郡只見町大字長浜字居廻320     |
| 下郷出張所 | 2,106.80m2 | 372.08m2 | 福島県南会津郡下郷町大字中妻字大百刈93    |

分遣所
| 分遣所       | 敷地面積 | 建物面積 | 所在地                             |
| ------------ | -------- | -------- | ---------------------------------- |
| 檜枝岐分遣所 | 544.81m2 | 239.79m2 | 福島県南会津郡檜枝岐村字見通1178-2 |
| 舘岩分遣所   | 437.15m2 | 205.00m2 | 福島県南会津郡南会津町松戸原128    |

### 消防車両
2019年（平成31年）4月1日現在
| 消防車両     | 配置台数 |
| ------------ | -------- |
| 高規格救急車 | 4        |
| 救急車       | 3        |
| 指揮支援車   | 1        |
| ポンプ車     | 1        |
| 救助工作車   | 1        |
| 指令車       | 1        |
| 資器材搬送車 | 1        |
| 業務連絡車   | 1        |
| 輸送車       | 1        |
| 査察指導車   | 1        |
| タンク車     | 4        |
| 広報車       | 3        |